# Eduard von Lütcken
Eduard von Lütcken (Syke, Baixa Saxònia, 16 d'octubre de 1882 - 15 de setembre de 1914) va ser un genet alemany que va competir a començaments del segle xx. Morí al camp de batalla durant la Primera Guerra Mundial.
El 1912 va prendre part en els Jocs Olímpics d'Estocolm, on va guanyar la medalla de plata en la prova del concurs per equips del programa d'hípica, amb el cavall Blue Boy; formant equip amb Friedrich von Rochow, Richard von Schaesberg i Carl von Moers. En el concurs individual acabà en vuitena posició.